# Paulo César Fonseca do Nascimento
Paulo César Fonseca do Nascimento, más conocido como Tinga (Porto Alegre, Brasil, 13 de enero de 1978), es un exfutbolista brasileño. Jugaba de volante y su último equipo fue el Cruzeiro de Brasil.

## Selección nacional
Ha sido internacional con la Selección de fútbol de Brasil con la que ha jugado 4 partidos internacionales.

## Clubes
| Club               | País     | Año       |
| ------------------ | -------- | --------- |
| Grêmio             | Brasil   | 1996-1999 |
| Kawasaki Frontale  | Japón    | 1999-2000 |
| Botafogo FR        | Brasil   | 2000      |
| Grêmio             | Brasil   | 2001-2003 |
| Sporting de Lisboa | Portugal | 2004      |
| SC Internacional   | Brasil   | 2005-2006 |
| Borussia Dortmund  | Alemania | 2006-2010 |
| SC Internacional   | Brasil   | 2010-2012 |
| Cruzeiro           | Brasil   | 2012-2015 |

## Retiro
El 30 de abril de 2015, Tinga anunció su retiro después de haber terminado su contrato con el Cruzeiro